# ماونت کروگهان (کارولینای جنوبی)
ماونت کروگهان(به انگلیسی: Mount Croghan) شهری در ایالت کارولینای جنوبی کشور ایالات متحده آمریکا است که جمعیت آن در سرشماری سال ۲۰۱۰ میلادی، ۱۹۵ نفر بوده‌است.